# Филипа Ашли
Филипа Ашли (на английски: Phillipa Ashley) е английска писателка на бестселъри в жанра чиклит и любовен роман. Пише романтична еротика под псевдонима Пипа Крофт (Pippa Croft) и Наташа Бонд (Natasha Bond).

## Биография и творчество
Филипа Ашли е родена на 27 юли 1971 г. в Личфийлд, Англия. Опитва да пише от ранна възраст. Завършва Оксфордския университет с магистърска степен по английски език и литература. След дипломирането си работи като копирайтър на свободна практика, PR и журналист.
През януари 2005 г. се включва в сайт за творческо писане, първоначално само за собствено удоволствие като пише фензини. Хобито ѝ бързо прераства в проект и ръкописът на романа е готов в края на есента. Първият ѝ роман, секси романтичната комедия „Decent Exposure“, е публикуван през 2006 г. Сюжетът му се развива в Езерната област на Шотландия, където PR специалист убеждава група планински спасители да се съблекат и снимат за благотворителен календар. Романът става бестселър и е удостоен с награда за дебют от Асоциацията на писателите на любовни романи на Англия. През 2009 г. романът е екранизиран в телевизионния филм „12 Men of Christmas“ с участието на Кристин Ченович и Джош Хопкинс.
През 2013 г. започва да пише еротични любовни романи под псевдонимите Пипа Крофт и Наташа Бонд.
Филипа Ашли живее със семейството си в Хамъруич, до Личфийлд, Стафордшир.

## Произведения

### Като Филипа Ашли

#### Самостоятелни романи
- Decent Exposure (2006) – издаден и като „The 12 Men of Christmas“
- Wish You Were Here (2007)
Още те обичам, изд.: „Санома Блясък България“, София (2012), прев. Гергана Драйчева (към списание „Космополитън“)
- Just Say Yes (2008)
- It Should Have Been Me (2009)
- Dating Mr. December (2010)
- Fever Cure (2011)
- Carrie Goes Off the Map (2011)
- Miranda's Mount (2012) – издаден и като „Girl vs Earl“
- It Happened One Night (2013)

#### Сборници
- Brief Encounters (2011) – с Нел Диксън и Елизабет Ханбъри

### Като Пипа Крофт

#### Серия „Оксфордско синьо“ (Oxford Blue)
1. The First Time We Met (2014)
2. The Second Time I Saw You (2014)
3. Time Lucky (2014)

### Като Наташа Бонд

#### Серия „Студия за съблазняването“ (Study in Seduction)
1. Dark Blue (2013)
2. French Blue (2014)

### Екранизации
- 2009 12 Men of Christmas – ТВ филм, по романа